# Oskar Becker (Maler)
Oskar Becker, auch Josef Osbeck (* 1898 in Sülzen, Reichsland Elsaß-Lothringen; † 1982 in Düsseldorf-Angermund), war ein deutscher Landschafts-, Marine-, Genre-, Porträt- und Stilllebenmaler der Düsseldorfer Schule.

## Leben
Becker war Schüler von Albert Holz, Georg Hacker und Ernst Aufseeser in Düsseldorf. Er ließ sich in dort nieder und malte vorwiegend Landschaften, Hafenbilder und Seestücke sowie Blumenstillleben.